# Reina (Badajoz)
Reina es un municipio español, perteneciente a la provincia de Badajoz (comunidad autónoma de Extremadura).

## Situación

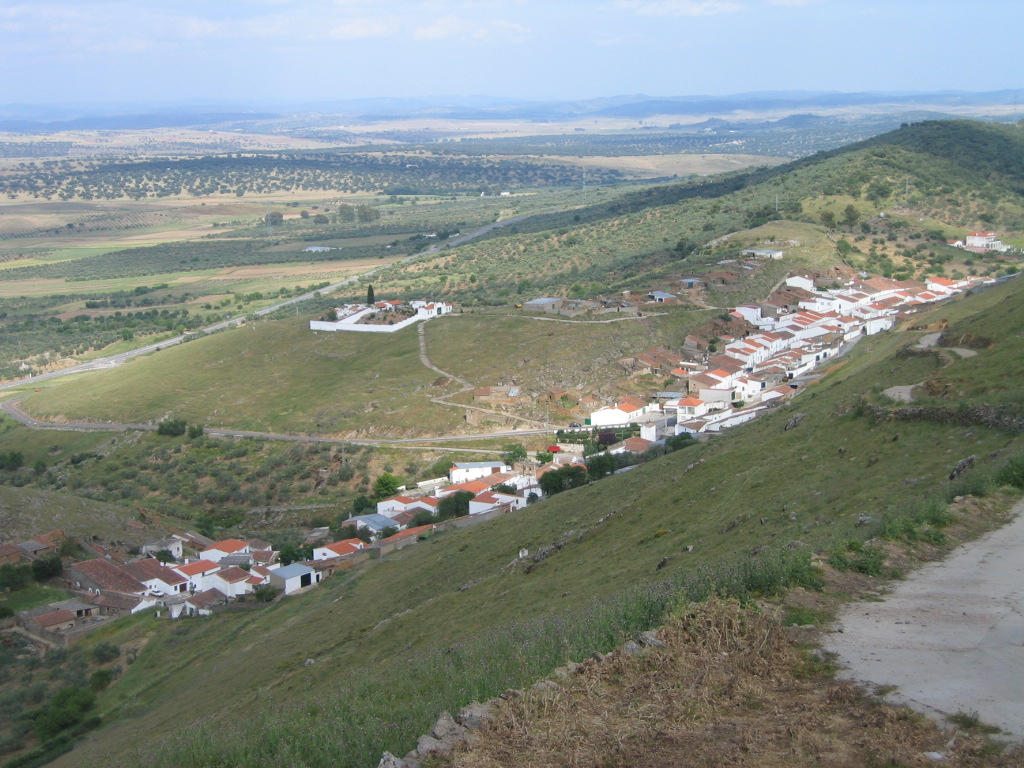

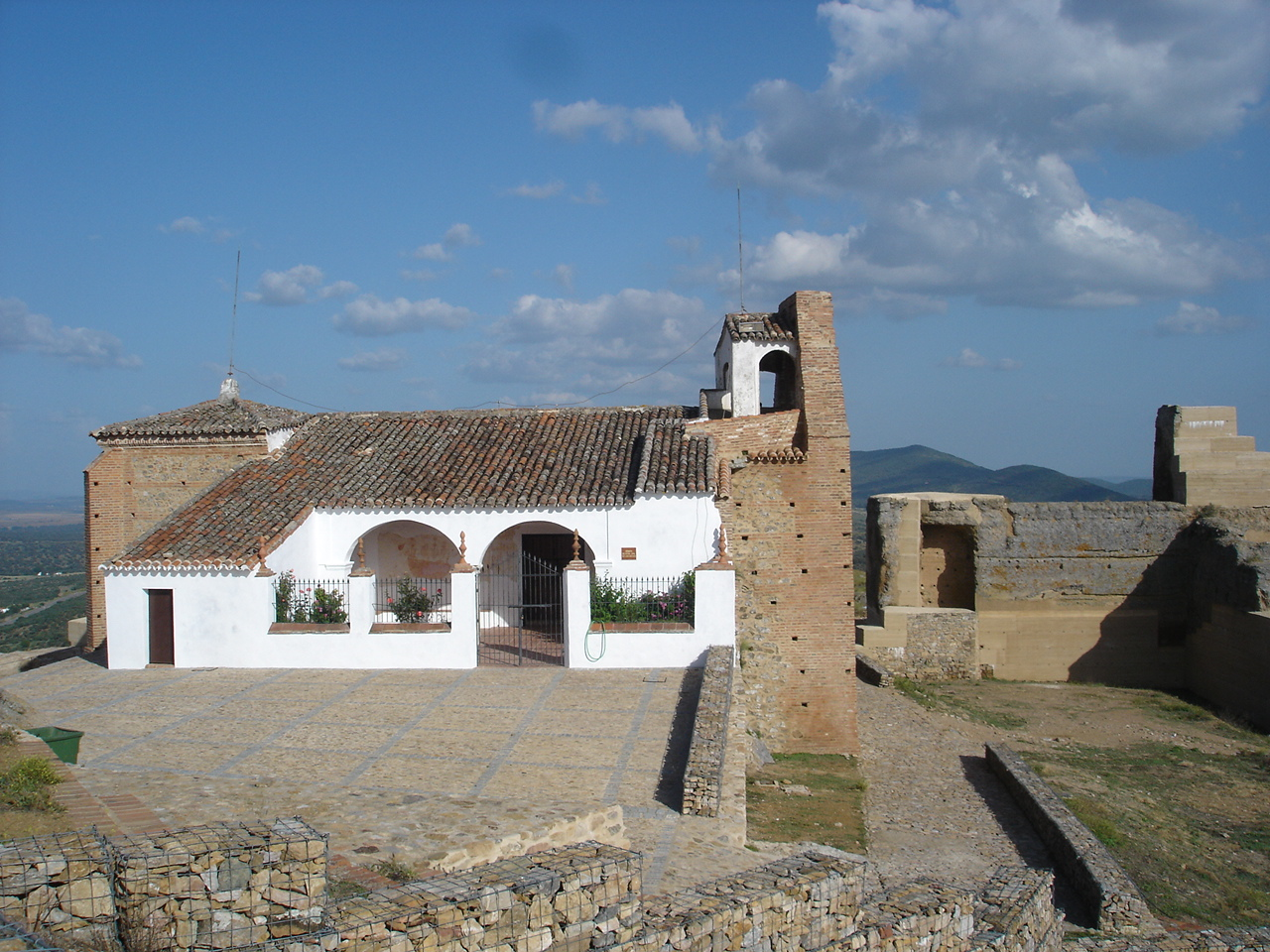

El núcleo de población se encuentra enclavado en las últimas estribaciones de Sierra Morena, en el sur de la provincia de Badajoz a una altitud de 740 m s. n. m. Junto a Reina, a apenas 1,5 km, sobre una montaña se encuentra la alcazaba de Reina, donde en su interior esta la ermita de Ntra. Sra. de las Nieves, punto más alto de Reina 845 m s. n. m.  Pertenece a la comarca de Campiña Sur y al Partido judicial de Llerena.

## Historia
La actual villa de Reina tuvo su origen en la antigua ciudad romana de Regina Turdulorum, en el cruce de las dos calzadas que unían Córdoba con Mérida. Se supone que su fundación es cesariana o augustea, recibiendo organización política romana en tiempos de Vespasiano. En aquella época fue una población populosa, de casi 4000 habitantes, que disponían de agua potable que llegaba a través de un acueducto. Sus calles eran amplias y porticadas, con alcantarillado subterráneo que desembocaba en los arroyos de San Blas y San Pedro.
En 1594 formaba parte de la provincia León de la Orden de Santiago y contaba con 174 vecinos pecheros en el arrabal y 53 vecinos pecheros de muros a dentro.
A la caída del Antiguo Régimen la localidad se constituye en municipio constitucional en la región de Extremadura. Desde 1834 quedó integrado en el Partido judicial de Llerena. En el censo de 1842 contaba con 115 hogares y 430 vecinos.
Es localidad de paso del Camino de la Frontera hacia Santiago de Compostela.

## Demografía
Reina cuenta con una población de 142 habitantes (INE 2024).
| Gráfica de evolución demográfica de Reina entre 1842 y 2021                                                           |
| |
| Población de derecho según los censos de población del INE. Población de hecho según los censos de población del INE. |

## Monumentos
- Alcazaba de Reina

Aunque muy maltrecha, la silueta de esta poderosa alcazaba se recorta sobre el horizonte como hito evocador de la pasada grandeza de Reina. El recinto murado tenía 14 torres albarranas y defendía a otro recinto interior del que sólo quedan escasos restos. De entre sus torres destaca la del Homenaje. Se conservan varios aljibes, similares algunos de ellos a los de Cáceres y Medellín. La cerca que se conserva es de la época almohade (siglo XII), con diversas restauraciones posteriores. Entre ellas las realizadas por el Maestre de la Orden de Santiago don Alonso Cárdenas (siglo XV) y otras en los años 1515 y 1575.
- Ermita de Ntra. Sra. de las Nieves

En la antigua alcazaba se conserva una ermita del siglo XV cuyos orígenes pueden encontrarse en la época visigoda. Es de una sola nave con bóveda de cañón apuntado. La cabecera tiene bóveda con nervios estrelladas. La sacristía visible es la de la derecha con bóveda casi plana dividida en cuatro casetones. La de la izquierda no se comunica con la iglesia y está modificada. El coro está sostenido por una columna con capitel visigodo. El atrio con dos arcos sostenidos por una columna torsa de factura visigoda
- Iglesia Parroquial de San Sebastián Mártir

La iglesia parroquial católica bajo la advocación de San Sebastián Mártir, en la archidiócesis de Mérida-Badajoz.

## Fiestas
- Virgen de las Nieves

Los días 4, 5 y 6 de agosto se celebran por todo lo alto las Fiestas Patronales en Honor de Nuestra Señora la Virgen de las Nieves.
Con  gran entusiasmo por parte de los vecinos y reinenses que este mes acuden a su pueblo y a sus fiestas, se espera el día 4 la llegada de la banda de música que  anuncia el comienzo de las mismas. Hay verbena en la Alcazaba, fuegos artificiales. El día 5, función y actos religiosos en honor a la Virgen, “refresco” a todos los visitantes, procesión por la tarde, bailes por la noche.
- La Chaquetía

1 de noviembre, día de todos los santos. Grupos de niños y jóvenes se reúnen en el campo para comer todo lo que han conseguido pidiendo por todo el pueblo con la siguiente cantinela: “María la chaquetía que se va el día”, siendo la respuesta de los vecinos darles diferentes productos del tiempo: castañas, membrillos, granadas…
- San Sebastián Mártir

20 de enero. Después de asistir a la misa en honor del Santo, los vecinos se reúnen en torno a una caldereta, tapas, vino y buen humor para soportar el frío que suele hacer por esas fechas.
- La Romería en honor a Ntra. Sra. de las Nieves

El segundo sábado de mayo se celebra una romería en honor de la Virgen de las Nieves.  Los  vecinos suben al castillo donde se celebra una misa dedicada a la Virgen y después comparten la comida que cada uno aporta. La Hermandad de la patrona aporta el plato fuerte que suele consistir en paella, caldereta o carne asada acompañadas por vino, cerveza, etc. que suele costearse cada uno, pues también se recaudan fondos para la Hermandad de la Virgen.  Es un día de alegría y convivencia.
- Festival de la Luna Llena de Agosto

Para reivindicar el impresionante patrimonio, nació en el año 2000, el Festival de la Luna Llena de Agosto. Su principal objetivo es la promoción del legado arqueológico y artístico de Reina y de la Campiña Sur.
Con la luna apuntando en el cielo comienzan las actividades, dirigidas por los miembros de la  asociación. Un teatro de calle entretiene a chicos y mayores mientras  la gente se va concentrando en la plaza, para luego, una vez terminado, los miembros de la asociación, vestidos con túnicas negras y con antorchas abren  la procesión que se dirige a la alcazaba. A la media  noche cuando suenan las campanadas se lee el manifiesto “el grito de las piedras” reivindicando más atención para nuestro patrimonio. Empieza el concierto de música medieval, terminando en una explosión de luz y sonido cuando entran en escena los fuegos artificiales.